# Daniel Gafford
Daniel Gafford, né le 1er octobre 1998 à El Dorado dans l'Arkansas, est un joueur américain de basket-ball évoluant au poste de pivot et mesurant 2,07 m.

## Biographie

### Bulls de Chicago (2019-2021)
Daniel Gafford est drafté au second tour en 38e position par les Bulls de Chicago.
Le 7 juillet 2019, il signe un contrat de quatre ans dont deux saisons garanties avec les Bulls de Chicago.

### Wizards de Washington (2021-février 2024)
Le 25 mars 2021, Daniel Gafford est échangé vers les Wizards de Washington avec Chandler Hutchison contre Moritz Wagner et Troy Brown Jr..

### Mavericks de Dallas (depuis février 2024)
En février 2024, il est transféré aux Mavericks de Dallas en échange de Richaun Holmes.

## Statistiques

### Universitaires
| Saison    | Équipe   | Matchs | Titul. | Min./m | % Tir | % 3pts | % LF | Rbds/m. | Pass/m. | Int/m. | Ctr/m. | Pts/m. |
| --------- | -------- | ------ | ------ | ------ | ----- | ------ | ---- | ------- | ------- | ------ | ------ | ------ |
| 2017-2018 | Arkansas | 35     | 26     | 22,6   | 60,5  | –      | 52,8 | 6,20    | 0,70    | 0,50   | 2,20   | 11,80  |
| 2018-2019 | Arkansas | 32     | 32     | 28,7   | 66,0  | –      | 59,1 | 8,60    | 0,70    | 0,90   | 1,90   | 16,90  |
| Carrière  | Carrière | 67     | 58     | 25,5   | 63,5  | –      | 56,2 | 7,40    | 0,70    | 0,70   | 2,10   | 14,50  |

### Professionnelles

#### Saison régulière
| Saison    | Équipe     | Matchs | Titul. | Min./m | % Tir | % 3pts | % LF | Rbds/m. | Pass/m. | Int/m. | Ctr/m. | Pts/m. |
| --------- | ---------- | ------ | ------ | ------ | ----- | ------ | ---- | ------- | ------- | ------ | ------ | ------ |
| 2019-2020 | Chicago    | 43     | 7      | 14,2   | 70,1  | –      | 53,3 | 2,47    | 0,49    | 0,30   | 1,30   | 5,12   |
| 2020-2021 | Chicago    | 31     | 11     | 12,4   | 69,0  | –      | 65,9 | 3,32    | 0,55    | 0,35   | 1,10   | 4,74   |
| 2020-2021 | Washington | 23     | 0      | 17,8   | 68,1  | –      | 67,2 | 5,57    | 0,52    | 0,65   | 1,78   | 10,13  |
| 2021-2022 | Washington | 72     | 53     | 20,1   | 69,3  | 0,0    | 69,9 | 5,65    | 0,94    | 0,42   | 1,38   | 9,40   |
| 2022-2023 | Washington | 78     | 47     | 20,6   | 73,2  | –      | 67,9 | 5,58    | 1,08    | 0,42   | 1,27   | 9,04   |
| 2023-2024 | Washington | 45     | 45     | 26,5   | 69,0  | –      | 70,6 | 8,02    | 1,53    | 0,98   | 2,16   | 10,89  |
| 2023-2024 | Dallas     | 29     | 21     | 21,5   | 78,0  | –      | 60,7 | 6,93    | 1,59    | 0,72   | 1,93   | 11,17  |
| 2024-2025 | Dallas     | 57     | 31     | 19,8   | 70,2  | –      | 68,9 | 6,81    | 1,40    | 0,40   | 1,79   | 12,30  |
| Carrière  | Carrière   | 378    | 215    | 19,8   | 70,9  | 0,0    | 67,2 | 5,63    | 1,05    | 0,50   | 1,54   | 9,25   |

#### Playoffs
| Saison   | Équipe     | Matchs | Titul. | Min./m | % Tir | % 3pts | % LF | Rbds/m. | Pass/m. | Int/m. | Ctr/m. | Pts/m. |
| -------- | ---------- | ------ | ------ | ------ | ----- | ------ | ---- | ------- | ------- | ------ | ------ | ------ |
| 2021     | Washington | 5      | 2      | 23,4   | 84,6  | –      | 62,5 | 5,80    | 0,60    | 1,00   | 2,00   | 11,80  |
| 2024     | Dallas     | 22     | 22     | 20,2   | 63,4  | –      | 63,1 | 5,55    | 0,68    | 0,27   | 1,50   | 8,95   |
| Carrière | Carrière   | 27     | 24     | 20,8   | 67,1  | –      | 62,9 | 5,59    | 0,67    | 0,41   | 1,59   | 9,48   |

## Records sur une rencontre en NBA
Les records personnels de Daniel Gafford en NBA sont les suivants, :
| Type de statistique        | Saison régulière | Saison régulière          | Saison régulière | Playoffs | Playoffs                  | Playoffs    |
| Type de statistique        | Record           | Adversaire                | Date             | Record   | Adversaire                | Date        |
| -------------------------- | ---------------- | ------------------------- | ---------------- | -------- | ------------------------- | ----------- |
| Points                     | 31               | @ Hornets de Charlotte    | 20 janvier 2025  | 16       | 2 fois                    | 2 fois      |
| Paniers marqués            | 12               | 3 fois                    | 3 fois           | 6        | 2 fois                    | 2 fois      |
| Paniers tentés             | 15               | @ Hornets de Charlotte    | 20 janvier 2025  | 12       | @ Thunder d'Oklahoma City | 7 mai 2024  |
| Paniers à 3 points réussis | -                | -                         | -                | -        | -                         | -           |
| Paniers à 3 points tentés  | 1                | Bulls de Chicago          | 29 mars 2022     | -        | -                         | -           |
| Lancers francs réussis     | 9                | @ Hawks d'Atlanta         | 5 avril 2023     | 6        | @ Thunder d'Oklahoma City | 7 mai 2024  |
| Lancers francs tentés      | 10               | 2 fois                    | 2 fois           | 9        | @ 76ers de Philadelphie   | 26 mai 2021 |
| Rebonds offensifs          | 8                | @ Spurs de San Antonio    | 29 janvier 2024  | 5        | 76ers de Philadelphie     | 29 mai 2021 |
| Rebonds défensifs          | 11               | @ Hornets de Charlotte    | 22 novembre 2023 | 6        | @ 76ers de Philadelphie   | 2 juin 2021 |
| Rebonds totaux             | 17               | 2 fois                    | 2 fois           | 11       | @ Thunder d'Oklahoma City | 7 mai 2024  |
| Passes décisives           | 5                | 2 fois                    | 2 fois           | 2        | @ 76ers de Philadelphie   | 23 mai 2021 |
| Interceptions              | 4                | 3 fois                    | 3 fois           | 2        | @ 76ers de Philadelphie   | 2 juin 2021 |
| Contres                    | 8                | @ Thunder d'Oklahoma City | 26 novembre 2021 | 5        | 3 fois                    | 3 fois      |
| Balles perdues             | 4                | 4 fois                    | 4 fois           | 2        | @ 76ers de Philadelphie   | 2 juin 2021 |
| Minutes jouées             | 37               | @ Pacers de l'Indiana     | 10 janvier 2024  | 28       | @ 76ers de Philadelphie   | 2 juin 2021 |

- Double-double : 43 (dont 1 en playoffs)
- Triple-double : 0

Dernière mise à jour : 31 janvier 2025